# Observateur météorologique
Pour les articles homonymes, voir Observateur.
Un observateur météorologique est une personne formée à la technique de prise des mesures des paramètres météorologiques (température, humidité, vent, précipitations, couverture nuageuse, pression, etc.) à une station météorologique de surface (terrestre ou marine), par radiosondage, par radar ou satellite météorologique. Il en existe deux types : qualifiés et amateurs. Le premier suit une formation technique auprès d'un service météorologique national (comme Météo-France ou le Service météorologique du Canada), militaire ou privé qui fait partie de la veille météorologique mondiale. Les seconds sont des passionnés de météorologie qui possèdent des stations personnelles et qui diffusent leurs informations sur des sites comme AccuWeather ou des mésonets.

## Tâches
Les conditions météorologiques varient 24 heures sur 24 et 365 jours par année. Dans les stations climatologiques, des enregistreurs sont utilisés par l'observateur pour en tirer des valeurs maximales et minimales deux fois par jour. Dans les stations régulières comme aux aéroports, le travail s'effectue par quarts de travail en tout temps et même les jours fériés. L'observateur est aussi responsable de l’entretien des instruments mis à sa disposition. Si des défectuosités dans l’un des appareils se produisent et qu'il n’est pas en mesure d'y remédier lui-même, il doit aussitôt en aviser le service météo responsable de la station.

### Observations de surface ou en mer

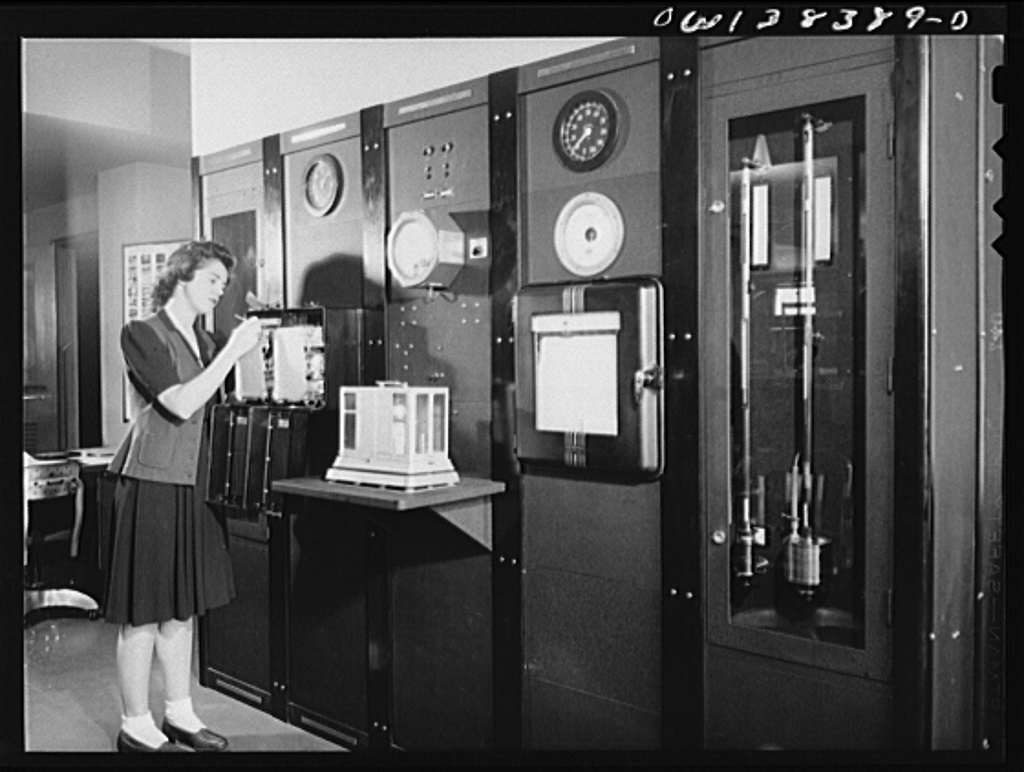
Observatrice lisant les données à distance de divers instruments météo.

L’observateur météorologique prend à interval régulier la lecture des instruments de mesure de la station météorologique. Ces mesures, nommées observations de surface, sont de plus en plus souvent effectuées automatiquement grâce à du matériel toujours plus performant. Le rôle de l'observateur devient alors de compléter par des informations pour lesquelles il est difficile de développer un instrument comme de donner le diamètre de grêle ou la variabilité de la visibilité horizontale selon la direction par exemple.
La température se mesure à l'aide d'un thermomètre, l'humidité de l'air avec un hygromètre ou une cellule à point de rosée, la vitesse et la direction du vent sont généralement mesurées par un anémomètre, les précipitations sont observées à l'oeil nu et collectées dans des pluviomètres, alors que la pression atmosphérique est mesuré par un baromètre. L'observateur estime la hauteur et la couverture des nuages, s'aidant généralement du célomètre à laser. La visibilité est mesurée à l'aide d'instruments optiques sensibles au degré local d'obscurcissement comme le transmissiomètre. L'observateur utilise également des détecteurs de givrage, d'accumulation neigeuse et bien d'autres. Pour la mer, on mesure également les vagues et la houle.
L'observateur peut également faire des observations spéciales lorsque le temps change de façon significative entre deux observations régulières. Par exemple, si les observations régulières sont faites à chaque heure mais que de la pluie débutent entre deux observations, l'observateur notera les nouvelles conditions à l'heure du changement. Après avoir fait son observation, il émettra des bulletins comme des METAR.

### Radiosondage

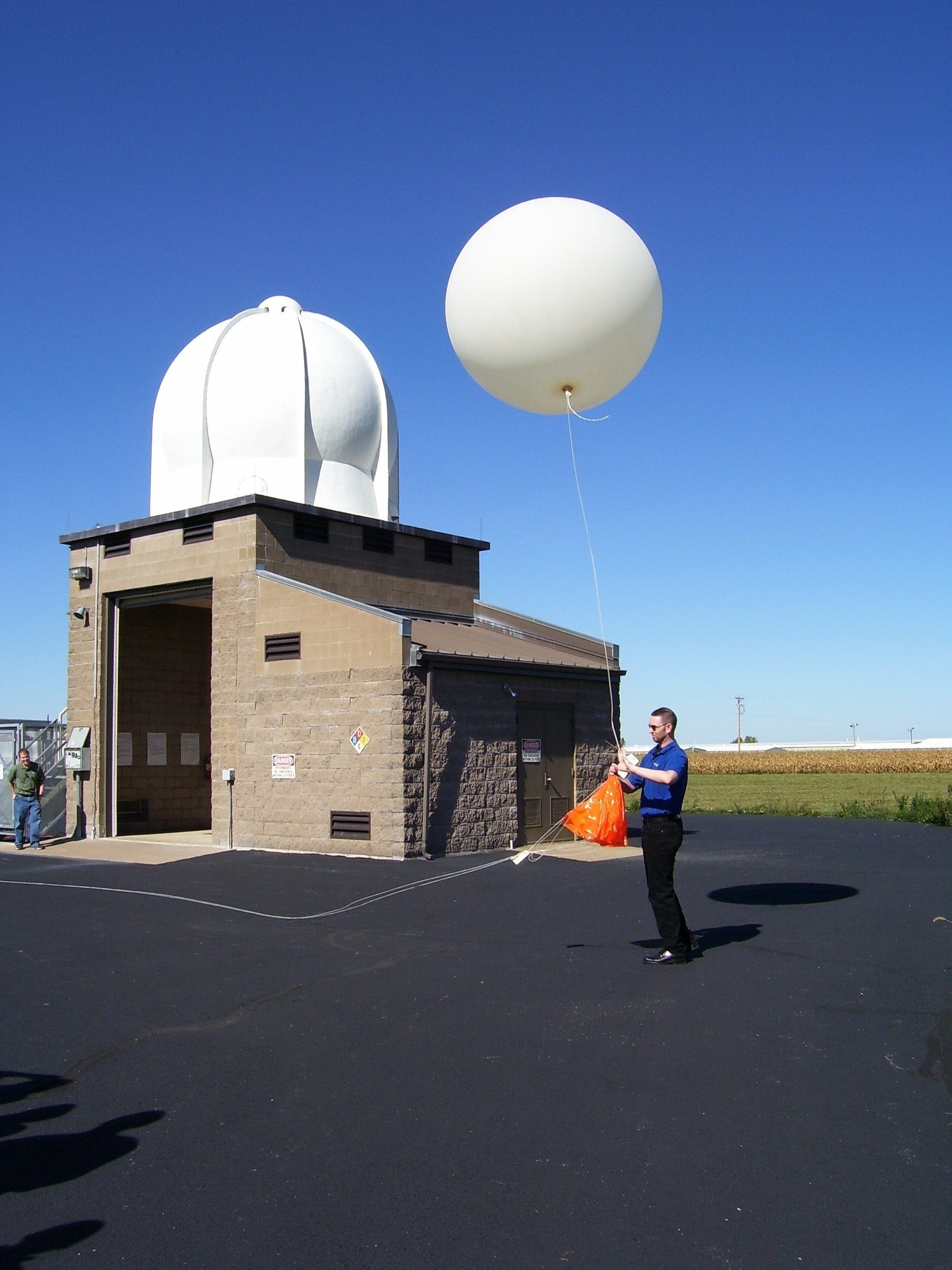
Lâcher de ballon-sonde devant le hangar aux instruments.

Certains observateurs sont spécialisés dans les sites où on fait des radiosondages. Ils gonflent manuellement ou avec un système automatique le ballon-sonde de façon à avoir une vitesse ascensionnelle d'environ 5 m/s avec de l'hélium ou de l'hydrogène. Ils y attachent ensuite une radiosonde et effectuent le lâcher puis prennent des mesures environ toutes les secondes avec un système de suivi de la trajectoire. Cela se traduit par un échantillonnage du profil de l'atmosphère grosso modo tous les 10 mètres, du sol jusqu’à l'altitude d'éclatement du ballon. Cette dernière est en général comprise entre 25 et 35 km. 
Par convention de l’Organisation météorologique mondiale, des radiosondages sont effectués deux fois par jour, à 00 et 12 h UTC, afin de suivre l'évolution de l’atmosphère régulièrement. Les stations météorologiques d’où on relâche les ballons sont en général fixes mais il existe des stations mobiles que l'on peut déplacer pour des besoins spécifiques. Certaines stations vont effectuer des sondages supplémentaires sur demande comme un relâchement de gaz toxiques, de cendres volcaniques ou lorsque les météorologues veulent savoir la stabilité de l'air dans une région propice aux orages.

### Radar et satellite
Certains observateurs météo ont accès aux données des radars et satellites météorologiques. Ils notent l'étendue et l'intensité des précipitations et/ou des nuages pour les décrire dans des bulletins envoyés à certains utilisateurs spécialisés. Ce domaine est de plus en plus délaissé car il est facile d'obtenir ces informations directement par internet.

## Formation et carrière
Un observateur météorologique certifié a besoin d'une formation technique et d'une certification d'une organisation comme le National Weather Service ou Météo-France selon les normes de l'Organisation météorologique mondiale. Il y acquiert des connaissances de base sur les principes physiques et les interactions atmosphériques, les méthodes de mesure et d’analyse des données, les systèmes atmosphériques ainsi que la circulation générale de l’atmosphère et les variations climatique. Il doit démontrer la capacité d’appliquer ces connaissances pour l’observation et la surveillance de l’atmosphère et l’interprétation de diagrammes et produits météorologiques couramment utilisés.
Certains programmes utilisent des stages ou des expériences similaires pour s'exercer à observer la météo avant de postuler un emploi à temps plein dans le domaine. Tout historique de travail sur le terrain, tel que l'enregistrement de la météo dans des régions éloignées, peut augmenter le nombre de postes auxquels l'observateur est admissible. Pour remplir les fonctions d'observateur météorologique, il faut une excellente vue, une attention aux détails et des compétences de présentation. Pour certains postes, la possibilité de diriger des assistants ou du personnel de soutien est également utile.
Les observateurs débutants exécutent essentiellement des tâches de routine, sous supervision, et en collaboration avec d’autres personnes. Ils se spécialisent habituellement
dans une tâche donnée (observations en surface, observations en altitude, mesure du rayonnement, etc.). Par la suite, ils peuvent être appelés à exécuter des tâches inhabituelles exigeant une certaine autonomie personnelle ou de superviser d'autres personnes. Lorsqu'ils possèdent des compétences dans une vaste gamme d’activités techniques et administratives complexes, ils peuvent finalement être appelés à prendre des décisions sur le plan technique et résoudre tous les problèmes techniques qui se posent dans leur propre sphère d’activité spécialisée.

## Observateurs bénévoles et amateurs
Plusieurs pays ont des programmes d'observation météorologique alimentés par des volontaires qui rapportent le temps, soit sur une base régulière, soit signalent des événements exceptionnels. Ainsi, les États-Unis, le Canada et la France ont un tel programme qui peut offrir une formation minimale d'observation et de l'équipement,. D'autre part, des passionnés de la météo s'équipent de stations disponibles sur le marché et se forment eux-mêmes à la prise de données.
Les observateurs bénévoles sont essentiels pour en savoir plus sur les inondations, les sécheresses, la chaleur et les vagues de froid en complétant les données des stations météorologiques du réseau régulier. Les utilisateurs des données comprennent les climatologues, les constructeurs, les architectes, les ingénieurs, les hydrologues, les compagnies d'assurance, les avocats et les services publics aux échelles allant de locales à mondiales,.